# Rozetkowce
Rozetkowce (Hypocreales Lindau) – rząd workowców należący do klasy Sordariomycetes.

## Charakterystyka
Do rzędu Hypecreales należą gatunki liczne gatunki występujące we wszystkich strefach klimatycznych. Są saprotrofami, pasożytami roślin, stawonogów i grzybów, a niektóre gatunki budują porosty. Ich owocniki to mięsiste, jasnej barwy perytecja lub klejstotecja. Zazwyczaj powstają w podkładkach. W owocnikach brak wstawek, lub występują tylko w początkowych stadiach ich rozwoju, potem zanikają. W ujściach owocników natomiast znajdują się peryfizy. Worki unitunikowe, cylindryczne z dziobkiem. Askospory szkliste lub brunatne, kuliste i jednokomórkowe lub dwu do kilkukomórkowe o kształcie od elipsoidalnego do nitkowatego. Dojrzałe askospory czasami rozpadają się. Anamorfy powstają licznie i są typu hyphomycetes.

## Systematyka
Pozycja w klasyfikacji według Index Fungorum: Hypocreomycetidae, Sordariomycetes, Pezizomycotina, Ascomycota, Fungi.
Według aktualizowanej klasyfikacji Index Fungorum bazującej na Dictionary of the Fungi do rzędu tego należą następujące rodziny oraz rodzaje incertae sedis:
- rodzina Bionectriaceae Samuels & Rossman 1999
- rodzina Calcarisporiaceae Jing Z. Sun, Xing Z. Liu & K.D. Hyde 2017
- rodzina Clavicipitaceae O.E. Erikss. 1982 – buławinkowate
- rodzina Cocoonihabitaceae W.Y. Zhuang & Z.Q. Zeng
- rodzina Cordycipitaceae Kreisel ex G.H. Sung, J.M. Sung, Hywel-Jones & Spatafora 2007 – maczużnikowate
- rodzina Cylindriaceae Crous & L. Lombard 2018
- rodzina Flammocladiaceae Crous, L. Lombard & R.K. Schumach. 2015
- rodzina Hypocreaceae De Not. 1844 – rozetkowate
- rodzina Myrotheciomycetaceae Crous 2018
- rodzina Nectriaceae Tul. & C. Tul. 1865 – gruzełkowate
- rodzina Niessliaceae Kirschst. 1939
- rodzina Ophiocordycipitaceae G.H. Sung, J.M. Sung, Hywel-Jones & Spatafora 2007
- rodzina Sarocladiaceae L. Lombard, 2018
- rodzina Stachybotryaceae L. Lombard & Crous 2014
- rodzina Tilachlidiaceae L. Lombard & Crous 2015
- kilkadziesiąt rodzajów incertae sedis (m.in. Illosporium)[2].